# Борис Подрека
Борис Подрека (Београд, 30. јануар 1940) словеначко−италијански је архитекта и академик. Добитник је многобројних признања у области архитектуре. Од 1988. године је инострани члан Српске академије наука и уметности.

## Биографија
Основну школу и гимназију је похађао у Трсту, а завршио је у Бечу. Подрека је српског порекла, отац му је Словенац а мајка Српкиња. Уписао се на бечку Високу школу за примењене уметности и Академију ликовних уметности, као и на Архитектонски одсек бечке Политехнике, где је 1968. дипломирао  у мајсторској класи професора др Роланда Рајнера.
У Бечу основао сопствени пројектантски атеље, а 1979. године отпочео и универзитетску каријеру, прво као асистент на Техничком факултету у Минхену и бечкој Политехници, касније (1981-87) и као гостујући професор у Лозани, Паризу, Венецији, Лондону, као и Америци — Филаделфији и Харвард-Кембриџу (Бостон). Од 1988. године редовни је професор на Техничком факултету и директор Института за архитектонско пројектовање и теорију простора у Штутгарту.
Између 1990. и 1995. водио је међународни архитектонски семинар у Бечу. Подрекин разнолики опус обухвата пројекте јавних грађевина, породичних кућа и стамбених четврти, банака, универзитетских, медицинских, културних и тржних центара, многих изложбених простора и поставки. Своје тежиште такође препознаје у архитектонском ентеријеру, али ауторску препознатљивост посебно изграђује оживљавајући и оплемењујући традиционалне јавне просторе — тргове, улице и урбане зоне европских градова (Верона, Салцбург, Пиран и други).
Добитник је бројних међународна признања, између осталих, награда „Chevalier des Arts et des Lettres, Paris” (Париз, 1986), награда града Беча (1990), награда „Јоже Плечник“ (Љубљана, 1992), „San Giusto d’oro“ (Трст, 1997), „San Valentino d’oro“ (2001) и многе друге. Носилац је сребрне медаље за заслуге града Беча (1997), члан „Bund Deutscher Architekten” (од 1996) и почасни професор Универзитета у Марибору (2000). Током читавог професионалног века, своје радове презентује на самосталним изложбама у многим градовима Европе и света: Венецији (1980, 1991), Паризу, Сан Франциску, Денверу (1981), Београду, Загребу, Љубљани, Будимпешти, Трсту, Риму (1984), Лондону (1986), Харварду (1987), Бечу, Берлину (1994-95), Прагу, Братислави и Бечу (1998-99), Сарајево (2001), Београд (2006).
Годинама се успешно бавио архитектонском публицистиком и теоријским радом. Инострани је члан Српске академије наука и уметности (од 1988) и дописни члан Хрватске академије знаности и умјетности (од 1997). Од 2007. члан је Академије архитектуре Србије.
Живи у Бечу.

## Признања и награде
За свој рад освојио је следеће награде и признања:
- Награда за архитектуру на Летњој академији у Салцбургу (1964);
- Награда „Јоже Плечник“, Љубљана (1982. и 1992);
- Награда Дванаестог салона архитектуре у Београду (1986);
- Chevalier des Arts et des Lettres, Paris (1986);
- Награда града Беча за архитектуру (1990);
- Пилграмова награда, Беч (1991. и 1995);
- Сребрна медаља за заслуге града Беча (1997);
- Почасни члан Савеза немачких архитеката (1996);
- Награда „San Giusto d’oro“, Трст (1997);
- Почасни докторат Универзитета у Марибору (2000);
- Награда „San Valentino d’oro“, Терни (2001);
- Почасни докторат Универзитета уметности у Београду (2008)